# Ambroise (métropolite de Novgorod)
Pour les articles homonymes, voir Ambroise.
 (août 2018).
Si vous disposez d'ouvrages ou d'articles de référence ou si vous connaissez des sites web de qualité traitant du thème abordé ici, merci de compléter l'article en donnant les références utiles à sa vérifiabilité et en les liant à la section « Notes et références ».
L'archevêque Ambroise est un religieux orthodoxe russe, né vers 1690 en Ukraine et mort en 1745 à Saint Pétersbourg. Il fut métropolite de Novgorod. Il participa à la fin du règne de la régente Anna Leopoldovna (fin 1741) à une conspiration, dans laquelle serait entré aussi le vice-chancelier Golowkine[Information douteuse] (mais pas le chancelier Tcherkasski) contre le principal ministre, comte Osterman, chargé des Affaires étrangères.